# Щекино (Ярцевский район)
Щекино — деревня в Ярцевском районе Смоленской области России. Входит в Ярцевское городское поселение.
До 2005 года входила в состав Петровского сельского округа, ранее - Петровского сельсовета. В 2005 году включена в состав Ярцевского городского поселения. В 2006 году включена в городскую черту, в 2012 году исключена из реестра населенных пунктов, в 2017 году Щекино было восстановлено как населённый пункт в категории деревня. 
Основная улица — Щекинский проезд. 
Расположена в центральной части области в 1 км к юго-востоку от центра Ярцева, в 6 км южнее автодороги М1 «Беларусь». В 5 км северо-восточнее Щекинского проезда расположена железнодорожная станция Милохово на линии Москва — Минск.
Постоянного населения нет.

## История
В годы Великой Отечественной войны деревня была оккупирована гитлеровскими войсками в июле 1941 года, освобождена в сентябре 1943 года. 